# فيشنوثيريوم
الفيشنوثيريوم (الاسم العلمي: Vishnutherium)، وتعني ("وحش فيشنو" أحد الأساطير الهندوسية). وهو جنس منقرض من الزرافيات الشبيهة بالظبي أو الشبيهة بالموظ والتي عاشت خلال العصر الميوسيني. تم تسميته لأول مرة من قبل عالم الطبيعة ريتشارد ليدكر في عام 1876. وقد عثرت حفرياته في الهند.